# Sông Niño
Sông Niño là một con sông của Costa Rica.